# Hieracium carneddorum
Hieracium carneddorum es una especie de planta con flor del género Hieracium, de la familia Asteraceae, orden Asterales.

## Distribución
Hieracium carneddorum se distribuye por Gales e Inglaterra.

## Taxonomía
Fue descrita científicamente por Pugsl. Fue publicada en J. Bot. 79: 180 (1942).